# Turniej o Srebrny Kask 2022
Turniej o Srebrny Kask 2022 – zawody żużlowe, organizowane przez Polski Związek Motorowy dla zawodników do 21. roku życia.

## Finał
- Ostrów Wielkopolski, 15 czerwca 2022[1]
- Sędzia: Remigiusz Substyk[2]

| Msc. | Zawodnik                   | Klub         | Pkt  |                |  |
| ---- | -------------------------- | ------------ | ---- | -------------- |  |
| 1    | Jakub Miśkowiak            | Częstochowa  | 14+3 | (3,3,3,3,2,3*) |  |
| 2    | Kacper Pludra              | Grudziądz    | 14+2 | (2,3,3,3,3,2*) |  |
| 3    | Wiktor Przyjemski          | Bydgoszcz    | 13   | (3,3,3,3,1)    |  |
| 4    | Oskar Paluch               | Gorzów Wlkp. | 11   | (2,2,2,3,2)    |  |
| 5    | Wiktor Lampart             | Lublin       | 10   | (3,1,2,1,3)    |  |
| 6    | Mateusz Cierniak           | Lublin       | 9    | (2,2,0,2,3)    |  |
| 7    | Mateusz Świdnicki          | Częstochowa  | 8    | (2,1,2,3,0)    |  |
| 8    | Bartłomiej Kowalski        | Wrocław      | 8    | (1,d,2,2,3)    |  |
| 9    | Michał Curzytek            | Wrocław      | 8    | (1,2,1,2,2)    |  |
| 10   | Krzysztof Lewandowski      | Toruń        | 6    | (1,3,0,1,1)    |  |
| 11   | Jakub Krawczyk             | Ostrów Wlkp. | 5    | (0,2,2,1,0)    |  |
| 12   | Sebastian Szostak          | Ostrów Wlkp. | 4    | (1,0,1,d,2)    |  |
| 13   | Krzysztof Sadurski         | Krosno       | 3    | (3,0,0,d,0)    |  |
| 14   | Dawid Rempała              | Zielona Góra | 3    | (0,1,1,0,1)    |  |
| 15   | Kacper Grzelak             | Ostrów Wlkp. | 3    | (0,1,0,1,1)    |  |
| 16   | Denis Zieliński            | Toruń        | 1    | (0,0,1,0,0)    |  |
| 17   | rez. Damian Ratajczak      | Leszno       | ns   | ns             |  |
| 18   | rez. Franciszek Karczewski | Krosno       | ns   | ns             |  |

Bieg po biegu:
1. Sadurski, Pludra, Curzytek, Zieliński
2. Miśkowiak, Świdnicki, Lewandowski, Rempała
3. Przyjemski, Paluch, Szostak, Grzelak
4. Lampart, Cierniak, Kowalski, Krawczyk
5. Przyjemski, Cierniak, Rempała, Sadurski
6. Pludra, Paluch, Świdnicki, Kowalski (d)
7. Miśkowiak, Curzytek, Lampart, Szostak
8. Lewandowski, Krawczyk, Grzelak, Zieliński
9. Świdnicki, Krawczyk, Szostak, Sadurski
10. Pludra, Lampart, Rempała, Grzelak
11. Przyjemski, Kowalski, Curzytek, Lewandowski
12. Miśkowiak, Paluch, Zieliński, Cierniak
13. Miśkowiak, Kowalski, Grzelak, Sadurski (d)
14. Pludra, Cierniak, Lewandowski, Szostak (d)
15. Paluch, Curzytek, Krawczyk, Rempała
16. Przyjemski, Świdnicki, Lampart, Zieliński
17. Lampart, Paluch, Lewandowski, Sadurski
18. Pludra, Miśkowiak, Przyjemski, Krawczyk
19. Cierniak, Curzytek, Grzelak, Świdnicki
20. Kowalski, Szostak, Rempała, Zieliński
21. Miśkowiak, Pludra